# Place Fernand Cocq
Place Fernand Cocq är ett torg i Bryssel-kommunen Ixelles. Tidigare hette torget place Léopold samt place communale efter en utvidgning. 1920 dedikerades istället torget till advokaten Fernand Cocq, som länge var ålderman samt borgmästare i kommunen mellan 1918 och 1921. Han var därtill ledamot, justitieminister och högt uppsatt inom frimurarna.
1825 bodde sångerskan Maria Malibran på torget tillsammans med violinosten Charles-Auguste de Bériot. De bodde i ett hotell vid torget som idag utgör kommunhuset.
På torget finns en paviljong och en rotunda. Paviljongen är arkitektoniskt neoklassicistisk, med en elegant horisontell harmoni som renoverats något 1905 och 1909. Rotundan var från början öppen utan vimperg över taket.
Husnumren löper från 1 till 29 moturs från dör Chaussée d'Ixelles och Rue Souveraine möts.